# Dražan Jerković
Dražan Jerković (Šibenik, 6 augustus 1936 – Zagreb, 9 december 2008) was een Kroatisch voetballer, die op het wereldkampioenschap voetbal 1962 in Chili topscorer was.
Jerkovic speelde in de jaren 50 en 60 voor Dinamo Zagreb en voor het nationale team van het toenmalige Joegoslavië, waarvan Kroatië toen deel van uitmaakte. In zijn 21 wedstrijden voor Joegoslavië scoorde Jerkovic elf keer. Op het wereldkampioenschap voetbal in 1962 maakte hij vier goals en was daarmee topschutter van het toernooi, samen met vier andere spelers.
In 1965-1966 speelde hij voor AA Gent. Wegens blessures diende hij op het hoogtepunt van zijn carrière te stoppen met voetballen.
Als trainer leidde hij Joegoslavië naar een gouden medaille op de Middellandse Zeespelen van 1971 en 1990 werd hij de eerste coach van het Kroatisch voetbalelftal bij de onafhankelijkheid van het land. Jerkovic stierf op 9 december 2008 aan een hartaanval, op 72-jarige leeftijd.